# Captus Tidning
Captus Tidning var en nättidskrift om politik och kultur som utgavs i 117 nummer 2005–2008 av den borgerligt orienterade svenska tankesmedjan Captus.